# 長田千鶴子
長田 千鶴子（おさだ ちずこ、1942年5月6日 - ）は、日本映画の編集技師。福岡県出身。市川崑の懐刀として知られる編集者。

## 経歴
高校卒業後、母親の知り合いだった中島源太郎のアニメ制作会社「日本動画」に1966年に入って中島の秘書を務め、1968年に大映テレビ部（現・大映テレビ）の編集助手として入社。
1973年、『市川崑シリーズ・追跡』（関西テレビ放送）で編集技師となり、1975年の『吾輩は猫である』が初の映画編集者としての作品。以来、亡くなるまで市川崑が監督した作品の編集を担当した。

## 作品
- 1975年 - 「吾輩は猫である」
- 1976年 - 「犬神家の一族」
- 1977年 - 「悪魔の手毬唄」
- 1978年 - 「獄門島」
- 1978年 - 「女王蜂」
- 1978年 - 「火の鳥」
- 1979年 - 「病院坂の首縊りの家」
- 1980年 - 「古都」
- 1982年 - 「胸さわぎの放課後」
- 1983年 - 「細雪」
- 1984年 - 「ヨーロッパ特急」
- 1984年 - 「おはん」
- 1985年 - 「ビルマの竪琴」
- 1986年 - 「鹿鳴館」
- 1986年 - 「子猫物語」
- 1987年 - 「映画女優」
- 1987年 - 「竹取物語」
- 1988年 - 「つる -鶴-」
- 1991年 - 「超少女REIKO」
- 1991年 - 「天河伝説殺人事件」
- 1994年 - 「ラストソング」
- 1994年 - 「四十七人の刺客」
- 1995年 - 「ゴジラvsデストロイア」[1]
- 1996年 - 「八つ墓村」
- 1997年 - 「誘拐」
- 2000年 - 「どら平太」
- 2006年 - 「犬神家の一族」
- 2010年 - 「最後の忠臣蔵」

## 受賞歴
- 1995年 - 第18回日本アカデミー賞最優秀編集賞（「四十七人の刺客」）
- 1998年 - 第21回日本アカデミー賞最優秀編集賞（「誘拐」）
- 2008年 - 平成20年度（第6回）文化庁映画賞 映画功労部門[4]